# Conura meteori
Conura meteori är en stekelart som först beskrevs av Burks 1940.  Conura meteori ingår i släktet Conura och familjen bredlårsteklar. Inga underarter finns listade i Catalogue of Life.